# Ivica Šmid
Ivica Šmid (* 19. März 1976) ist ein ehemaliger kroatischer Fußballspieler.

## Karriere
Šmid spielte in seiner Jugend Fußball bei den Stuttgarter Kickers. Im Jahre 1994 rückte er in die zweite Mannschaft der Kickers auf. Dort erzielte er in den ersten zwei Spielzeiten in 36 Spielen fünf Tore in der Landesliga Württemberg. Am 25. August 1996 gab er sein Profidebüt in der 2. Bundesliga, als er im Heimspiel gegen den VfB Lübeck eingewechselt wurde. Es folgte lediglich ein weiterer Einsatz in der Profimannschaft der Kickers. Fortan war der Mittelfeldspieler für den SC Echterdingen, den TSV Stuttgart-Rohr sowie den TSV Ehningen aktiv.